# Saison 2014 de l'équipe cycliste Trefor-Blue Water

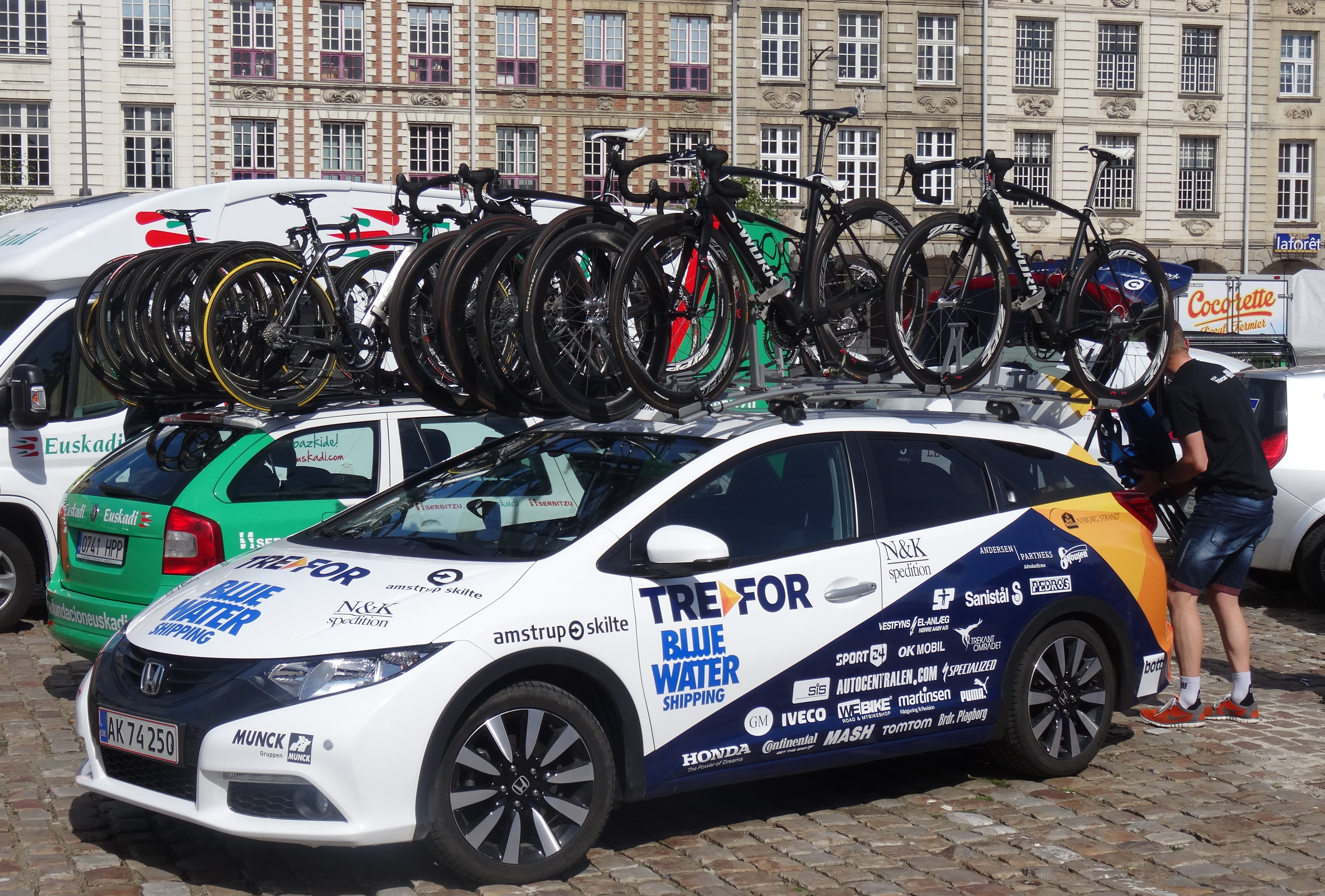
Une des voitures de l'équipe lors du Paris-Arras Tour 2014.

La saison 2014 de l'équipe cycliste Trefor-Blue Water est la troisième de cette équipe.

## Préparation de la saison 2014

### Arrivées et départs
| Arrivées               | Équipe 2013       |
| ---------------------- | ----------------- |
| Patrick Clausen        | Cult Energy       |
| Daniel Foder           | Blue Water        |
| Rasmus Guldhammer      | Blue Water        |
| Mathias Møller Nielsen | Blue Water        |
| Mark Sehested Pedersen | Blue Water        |
| Mads Rahbek            | Blue Water Junior |
| Thomas Riis            | Blue Water        |
| Aske Vorre             | Blue Water        |

| Départs                | Équipe 2014              |
| ---------------------- | ------------------------ |
| Nicklas Bøje Pedersen  | Globe-Siesta Homes Group |
| Thomas Guldhammer      |                          |
| Mathias Hemmsen        |                          |
| Asbjørn Kragh Andersen | Christina Watches-Kuma   |
| Jesper Mørkøv          | Globe-Siesta Homes Group |
| Patrick Olesen         | Leopard Development      |
| Andreas Rosenberg      |                          |
| Kaspar Schjønnemann    | Riwal                    |
| Emil Vinjebo           | Cult Energy Vital Water  |

## Déroulement de la saison
L'équipe participe fin mai au Paris-Arras Tour, où Mark Sehested Pedersen se classe 35e à l'issue de la troisième étape, Søren Kragh Andersen 61e et Rasmus Guldhammer 73e sur 100 coureurs et l'équipe seizième sur dix-huit.

## Coureurs et encadrement technique

### Effectif

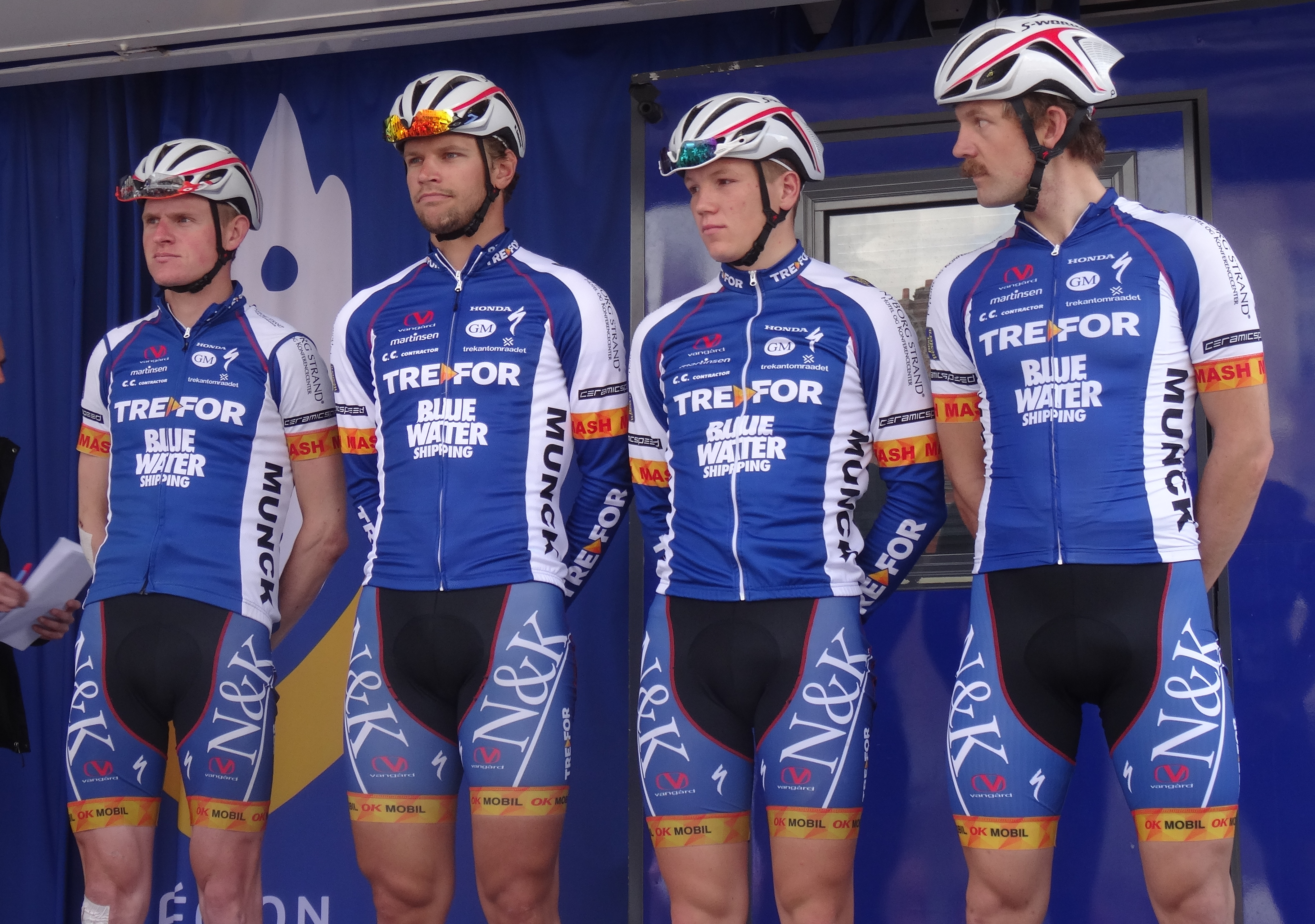
Rasmus Guldhammer, Mark Sehested Pedersen, Søren Kragh Andersen et Rasmus Christian Quaade lors de la 3e étape du Paris-Arras Tour 2014.

Treize coureurs constituent l'effectif 2014 de l'équipe. Tous sont Danois, et six proviennent de l'ancienne équipe Blue Water.
| Cycliste                | Date de naissance | Nationalité | Équipe 2013       |
| ----------------------- | ----------------- | ----------- | ----------------- |
| Patrick Clausen         | 2 juillet 1990    | Danemark    | Cult Energy       |
| Daniel Foder            | 7 avril 1983      | Danemark    | Blue Water        |
| Rasmus Guldhammer       | 9 mars 1989       | Danemark    | Blue Water        |
| Søren Kragh Andersen    | 10 août 1994      | Danemark    | Trefor            |
| Rasmus Mygind           | 8 mai 1989        | Danemark    | Trefor            |
| Mathias Møller Nielsen  | 19 mars 1994      | Danemark    | Blue Water        |
| Mark Sehested Pedersen  | 6 novembre 1991   | Danemark    | Blue Water        |
| Frederik Plesner        | 3 janvier 1994    | Danemark    | Trefor            |
| Rasmus Christian Quaade | 7 janvier 1990    | Danemark    | Trefor            |
| Mads Rahbek             | 19 octobre 1995   | Danemark    | Blue Water Junior |
| Thomas Riis             | 4 janvier 1992    | Danemark    | Blue Water        |
| Casper von Folsach      | 30 mars 1993      | Danemark    | Trefor            |
| Aske Vorre              | 24 mai 1993       | Danemark    | Blue Water        |

Portraits
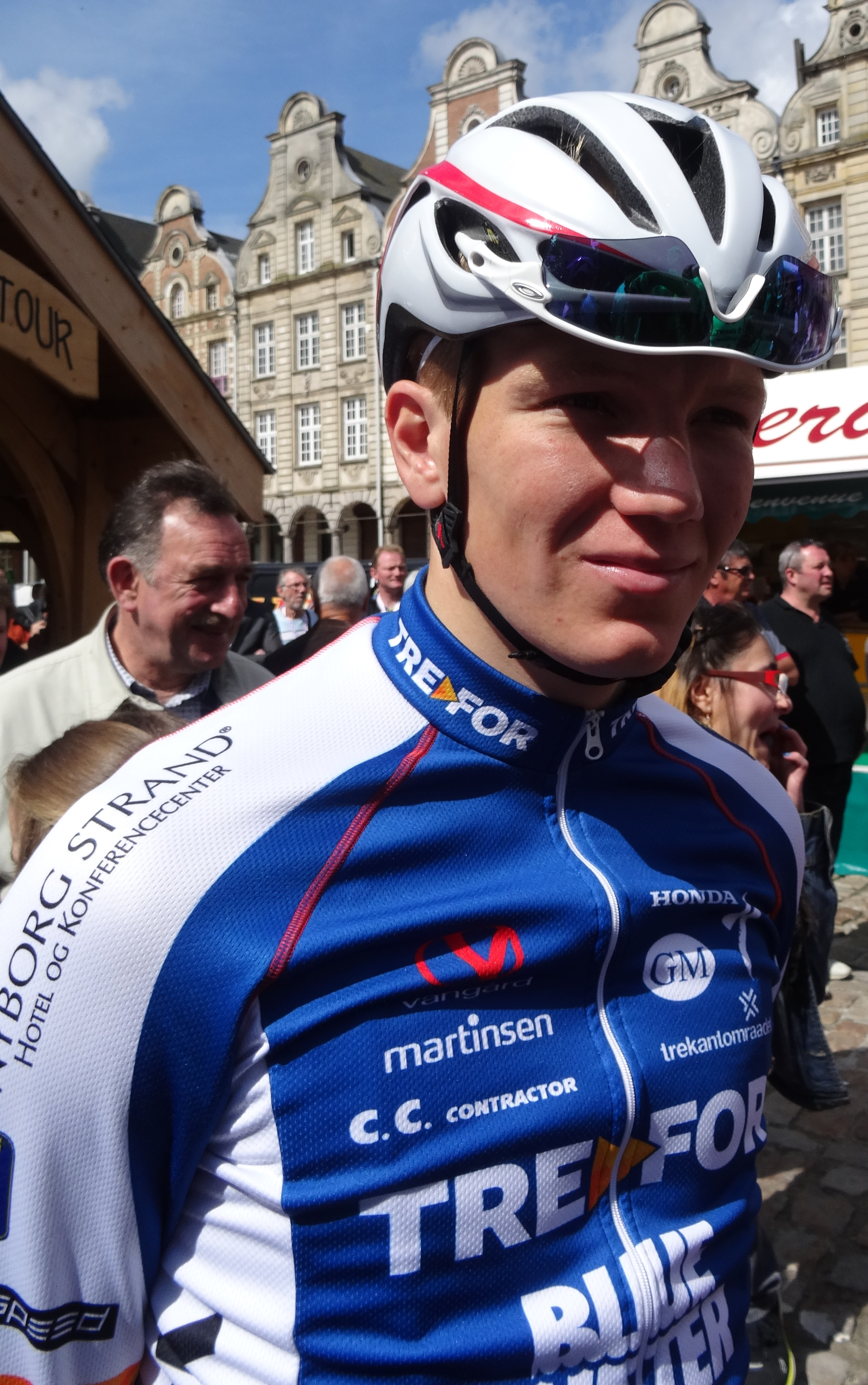
Søren Kragh Andersen.
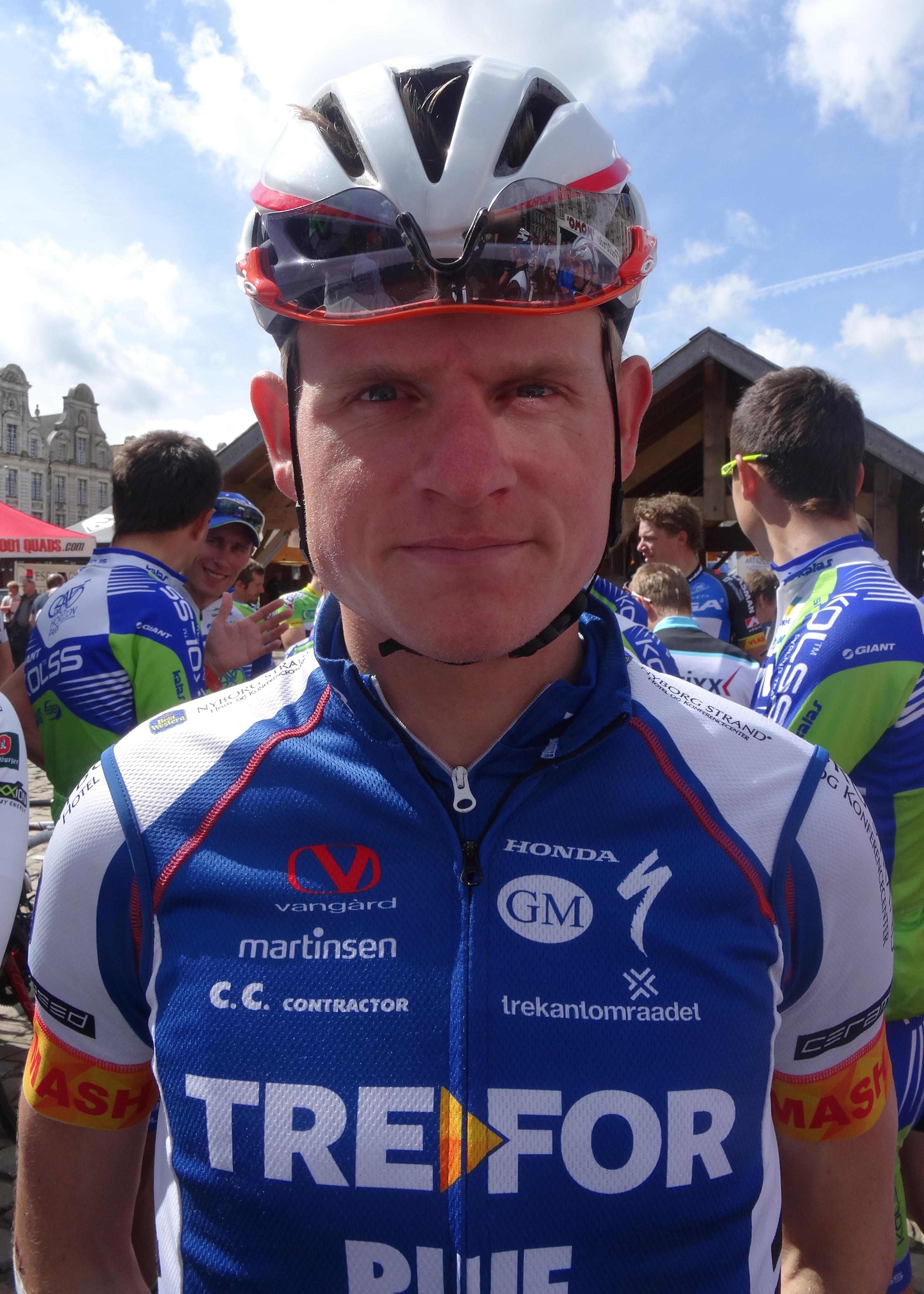
Rasmus Guldhammer.
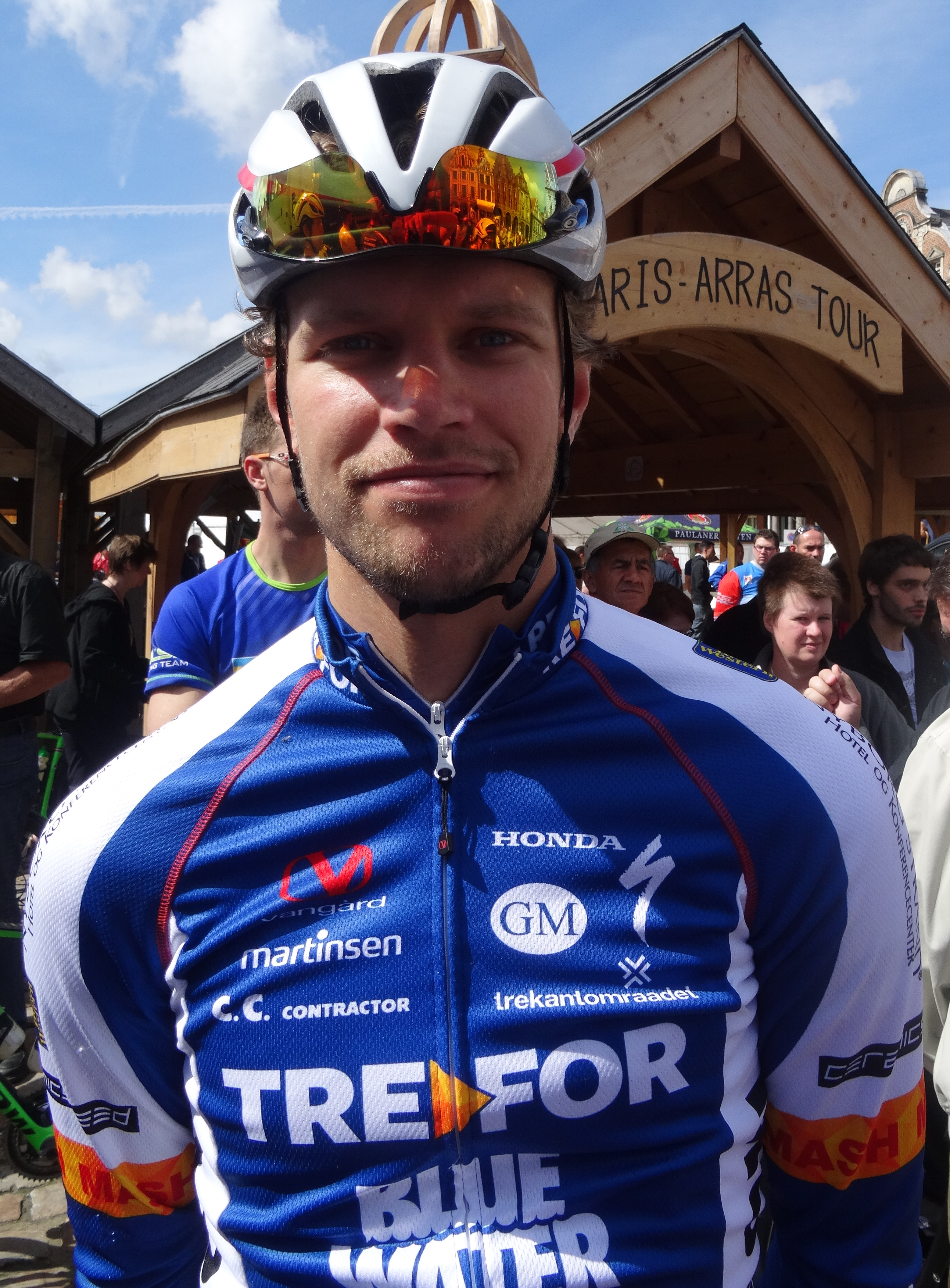
Mark Sehested Pedersen.
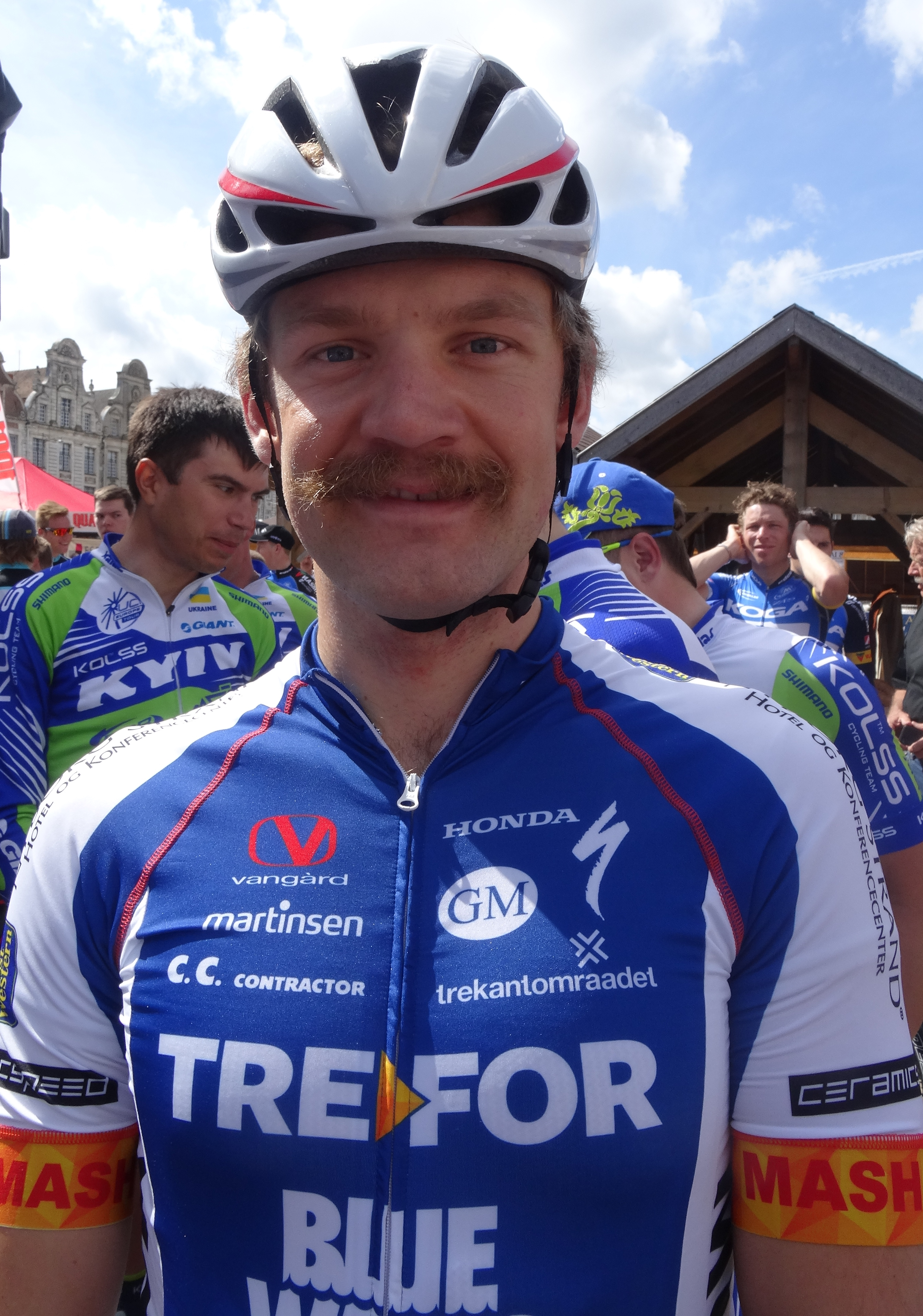
Rasmus Christian Quaade.

### Encadrement
Le manager de l'équipe est Jacob Nielsen et son directeur sportif Allan Johansen.

## Bilan de la saison

### Victoires
| Date       | Course                                      | Pays     | Classe | Vainqueur               |
| ---------- | ------------------------------------------- | -------- | ------ | ----------------------- |
| 19/04/2014 | 4e étape du Tour du Loir-et-Cher            | France   | 2.2    | Rasmus Guldhammer       |
| 20/04/2014 | 5e étape du Tour du Loir-et-Cher            | France   | 2.2    | Rasmus Guldhammer       |
| 10/05/2014 | Hadeland GP                                 | Norvège  | 1.2    | Rasmus Guldhammer       |
| 26/06/2014 | Championnat du Danemark du contre-la-montre | Danemark | CN     | Rasmus Christian Quaade |
| 14/09/2014 | Chrono champenois                           | France   | 1.2    | Rasmus Christian Quaade |

### Classements UCI

#### UCI Asia Tour
L'équipe Trefor-Blue Water termine à la 32e place de l'Asia Tour avec 98 points. Ce total est obtenu par l'addition des points des huit meilleurs coureurs de l'équipe au classement individuel, cependant seuls trois coureurs sont classés,.
| Rang | Coureur                | Points |
| ---- | ---------------------- | ------ |
| 65   | Patrick Clausen        | 54     |
| 137  | Søren Kragh Andersen   | 28     |
| 197  | Mark Sehested Pedersen | 16     |

#### UCI Europe Tour
L'équipe Trefor-Blue Water termine à la 33e place de l'Europe Tour avec 397 points. Ce total est obtenu par l'addition des points des huit meilleurs coureurs de l'équipe au classement individuel, cependant seuls sept coureurs sont classés,.
| Rang | Coureur                 | Points |
| ---- | ----------------------- | ------ |
| 72   | Rasmus Guldhammer       | 147    |
| 146  | Rasmus Christian Quaade | 88     |
| 220  | Rasmus Mygind           | 62     |
| 316  | Patrick Clausen         | 41     |
| 350  | Søren Kragh Andersen    | 39     |
| 684  | Thomas Riis             | 12     |
| 803  | Daniel Foder            | 8      |